# NGC 7205
NGC 7205 é uma galáxia espiral (Sbc) localizada na direcção da constelação de Indus. Possui uma declinação de -57° 26' 33" e uma ascensão recta de 22 horas, 08 minutos e 33,2 segundos.
A galáxia NGC 7205 foi descoberta em 10 de Julho de 1834 por John Herschel.